# 플래닛랩
플래닛랩(PlanetLab)은 컴퓨터 네트워킹과 분산 시스템 연구를 돕기 위한 테스트베드이다.
플래닛랩은 2002년에 Larry L. Peterson 교수에 의해서 고안되었고, 현재 세계 485가지 장소에 1038개의 노드를 보유하는 대규모 테스트베드로 성장했으며, 현재에는 한국 내에서 수개의 노드를 보유하고 있다.
플래닛랩은 프로젝트의 사용자들이 '슬라이스'라는 가상머신을 통해서 노드에 접근할 수 있게 한다. 이 접근권한은 일반적으로 플래닛랩에 노드를 호스팅하고 있는 기관의 승인을 받은 경우에만 얻을 수 있고, 한국의 경우에는 Koren 보관됨 2020-05-26 - 웨이백 머신이 이 권한을 가지고 있다. 하지만 권한 신청 없이도 Codeen이나 Coral CDN 보관됨 2010-01-30 - 웨이백 머신, Open DHT 등과 같은 공개 서비스들은 사용할 수 있다.
또한 플래닛랩의 멤버들은 활발한 개발 참여를 통해서 슬라이스를 관리하는 도구들을 제작 및 공유하고 있고, 이는 다른 사용자도 편하게 이용이 가능하다.